# VEB Vereinigte Baumwollspinnereien und Zwirnereien
Der VEB Vereinigte Baumwollspinnereien und Zwirnereien wurde 1971 aus den Teilwerken in Flöha, Plaue, Glauchau, Karl-Marx-Stadt, Leipzig, Mittweida, Oederan, Plauen, Venusberg, Zwickau und anderen (50 Einzelwerke mit 14.800 Arbeitnehmern) gegründet. Der Sitz des Unternehmens befand sich in Flöha, Ortsteil Plaue, in der sogenannten Baumwollspinnerei Plaue.

## Baumwollspinnerei Plaue

Gesamtansicht der Baumwollspinnerei Plaue 1909

Begründer und verstorbene Inhaber der Baumwollspinnerei E.I. Clauß Nachf.: Kgl. Sächs. Commerzienrat Seeber (links), Ernst Otto Clauß (Mitte), Ernst Iselin Clauß (rechts)

Das Werk in Plaue wurde 1809/1811 von dem in Chemnitz angesiedelten Textilunternehmen Benjamin Gottlieb Pflugbeil & Co gegründet, das 1771 als Cotton-Druckerei gegründet worden war. Die Umgestaltung der 1994 stillgelegten Baumwollspinnerei in ein zentrales Ensemble von Flöha ist ein städtisches Vorhaben. Der sogenannte Wasserbau ist bereits fertiggestellt. Im dortigen Foyer wurde am 4. November 2006 eine Ausstellung zur Firmengeschichte eröffnet.
Aktuell laufen in der Shed-Halle umfangreiche Baumaßnahmen zur Fertigstellung einer im Jahr 2013 zu eröffnenden Kindertageseinrichtung, die die größte Einrichtung ihrer Art in Sachsen werden soll und den Betreuungsengpass im Umland beheben soll.

### Firmengeschichte
- 1809 Baubeginn der Baumwollspinnerei Plaue durch das Chemnitzer Unternehmen Benjamin Gottlieb Pflugbeil & Co;
- 1811 Betriebsbeginn in der Baumwollspinnerei Plaue;
- 1828 bis 1864	Ernst Iselin Clauß;
- 1890	E. I. Clauß Nachf.,

1917–1923 und von 1925-1947 als Kommanditgesellschaft (KG) firmiert;
- 1947	VEB Baumwollspinnerei Plaue,

Rückwirkend auf den 1. Juli 1946 wurde die Baumwollspinnerei Clauß in Staatseigentum überführt (VEB).
- 1953	VEB Baumwollspinnerei Flöha, mit den Werken Falkenau, Grünhainichen, Gückelsberg, Hohenfichte, Plaue;
- 1971	VEB Vereinigte Baumwollspinnereien und Zwirnereien,

mit den Werken Flöha, Plaue, Glauchau, Karl-Marx-Stadt, Leipzig, Mittweida, Oederan, Plauen, Venusberg, Zwickau (50 Einzelwerke und 14.800 Arbeitnehmer)
- 1994 wurde im Werk Plaue der Betrieb eingestellt.

### Von 1811 bis 1918
Die Baumwollspinnerei in Plaue steht exemplarisch dafür, dass auch eine konservative Position gegenüber technischen Neuerungen zu einem international operierenden Unternehmen verhelfen kann. Im Vergleich mit anderen Unternehmen selbiger Branche erscheint dieses Verhalten in der Retrospektive der sicherere Weg eines Unternehmens gewesen zu sein, denn er ließ das Unternehmen E. I. Clauß Nachf. zur ältesten und größten Baumwollspinnerei Deutschlands werden.
Da Baumwollspinnereien, welche vor der Gründung jener in Plaue bestanden, im 19. Jahrhundert liquidiert wurden, erhielt die Baumwollspinnerei Plaue den Status „die älteste noch im Betrieb befindliche Baumwollspinnerei Sachsens und wohl auch Deutschlands“ zu sein.
Jedoch war sie in ihrer Frühgeschichte in einem textilindustriellen Ballungsraum ein Textilunternehmen ohne exponierte Position. Begründung findet dies wohl u. a. in ihrer nicht progressiven Einstellung zur Betriebsexpansion und technischen Entwicklung.
Die Baumwollspinnerei Plaue verzeichnete eine besonders lange und geringfügig unterbrochene Betriebsdauer. Sie existierte im Verlauf von vier Staatsformen mit vier verschiedenen Ideologien (1811–1994). Sie war ein regionaler Großversorger. In sozialen und wirtschaftlichen Belangen verhalf dem Unternehmen nicht Aktion, sondern Reaktion zum wirtschaftlich stabilen Erfolg.

### Von 1918 bis 1945
Die wichtigsten wirtschaftlichen Betriebsaspekte der Baumwollspinnerei Plaue, die sie vor wirtschaftlicher Liquidation bewahrten, waren ihr intensives Nutzen der anliegenden Wasserenergie und ihre konservative Haltung gegenüber technischen Neuerungen.
Wohl auf Grund der humanistischen Einstellung des Unternehmensführers Rittmeister a. D. und Major Erich Barfurth beschäftigte die Baumwollspinnerei im Verhältnis zu anderen Unternehmen eine äußerst geringe Anzahl von höchstens 17 weiblichen ukrainischen Zwangsarbeitern.

### Zwischen 1945 und 1947
Obwohl in der gesamten Geschichte der Baumwollspinnerei grundsätzlich eine geringe Streikbereitschaft vorhanden und auch in der Zeit zwischen dem Ersten und Zweiten Weltkrieg geringes sozialistisch-kommunistisches Engagement zu beobachten war, verhielten sich die Arbeiter, wohl aus wirtschaftlicher Not und im Spiegel der Gewaltherrschaft des Zweiten Weltkrieges, progressiv für die Wiederinbetriebnahme der Baumwollspinnerei Plaue.
In der seit dem Ende des Zweiten Weltkrieges geschehenen jungen politischen Geschichte im östlichen Teil Deutschlands ist bemerkenswert, dass die Baumwollspinnerei Plaue bereits im Mai 1945, vor der am 10. Juni 1945 durch die SMAD erlassenen Erlaubnis, einen Betriebsrat gründete, am 6. Juni 1945 unter Sequester stand, bevor die SMAD im Oktober 1945 die allgemeine Sequester verhängte und bereits 1,5 Jahre vor Erlass des spezifischen Befehls 234 der SMAD zu Beginn des Jahres 1946 die Werksküche in Plaue wieder in Betrieb nahm.
Trotz dieser progressiven Einstellung erfüllte die Baumwollspinnerei in den darauffolgenden Jahren nur selten die geforderten „Planziele“.

## Baumwollspinnerei Glauchau
Das traditionsreiche Unternehmen in der westsächsischen Stadt Glauchau produziert heute als TWG Textilwerke Glauchau GmbH.

## Baumwollspinnerei Venusberg
Die Sächsische Baumwollspinnerei GmbH (SBS CoreTech GmbH) ging aus dem von Venusberg ansässigen VEB-Betrieb hervor. Dieser wurde am 1. März 2007 von der Hof-Garn GmbH übernommen.